# 川合田温泉
川合田温泉（かわいだおんせん）は、富山県南砺市（旧国越中国）にある温泉。
泉源は、桑山の裾にある敷地内の岩石の割れ目から自噴している。

## 泉質
- ナトリウム - 塩化物泉[3]
  - 源泉温度 16℃[3]。
  - pH 7.59[3]
  - 溶存物質 3,161mg/kg[3]

湧出量は測定不能であった。

## 温泉街
一軒宿の「川合田温泉山田家」（客室8室）が存在する。本館は鉄骨コンクリート2階建て延床面積462m2、7畳半2室と15畳の和室、36畳の大広間、浴場を完備している。
日帰り入浴施設などは特に無いが、同旅館で日帰り入浴を受けつけている。本館の男女各浴場とは別に「サウナ部」がある、サウナ部は別館に設置されており、収容人数6人のサウナにはフィンランド製のストーブ『メトス』を、水風呂は霊泉と伝わる桑山不動尊の湧水を使用している。他、3人が使える洗い場とお風呂も存在する。旅館の料理は川魚と山菜料理を売りとしている。
同旅館は、南砺市をはじめ、小矢部市、金沢市から訪れる人もいる。

## 歴史
開湯は1847年（弘化4年）3月24日である。同年2月24日夜に発生した善光寺地震で地表に生じた大亀裂が生じたことに伴い、その亀裂から温泉の湧出が始まった。
その後、一時温泉が利用されなくなったが1884年に再び整備されて利用されるようになった。
1961年、福野地区で料亭を営んでいた初代山田利右衛門が料理旅館を建てた。旧館の建物は昭和初期に砺波市で建てられた後、井波地区に移され。さらに当地に宮大工によって移築されたものである。1987年1月19日には本館が新築された。
2020年1月1日に発生した能登半島地震の影響で、硫黄の匂いが夏まで強くなっていた。

## アクセス
- JR城端線福光駅もしくは金沢駅・森本駅より西日本JRバス名金線で川合田温泉下車。便数は1日4往復のみ。
なお、西日本ジェイアールバス名金線は、2022年4月1日から森本駅と郊外を結ぶ路線で暫定的に減便され、7月1日に区間廃止と追加減便が行われ、中尾、名金、医王山の3路線は統合されて終点が不動寺または深谷元湯の両バス停までとなる予定である[9]。
- 福光駅より南砺市営バス「なんバス」土山線で川合田温泉下車。便数は1日5.5往復のみで、土休日は運休する。